# Lee Jin-young
Detta är ett koreanskt namn; familjenamnet är Lee.
Lee Jin-young, född den 15 juni 1980 i Gunsan, är en sydkoreansk basebollspelare som tog guld för Sydkorea vid olympiska sommarspelen 2008 i Peking.
Lee representerade även Sydkorea vid World Baseball Classic 2006, när Sydkorea kom trea, 2009, när Sydkorea kom tvåa, och 2013.